# واين كوردن
واين كوردن (بالإنجليزية: Wayne Corden)‏ هو لاعب كرة قدم بريطاني في مركز الوسط، ولد في 1 نوفمبر 1975 في ليك في المملكة المتحدة. لعب مع بورت فايل وسكونثورب يونايتد ونادي تشستر سيتي ونادي ليتون أورينت ونادي مانسفيلد تاون ونوتس كاونتي.

## وصلات خارجية
- واين كوردن على موقع قاعدة بيانات كرة القدم.إي يو (الإنجليزية)
- واين كوردن على موقع Soccerbase.com (لاعب) (الإنجليزية)